# Ipomoea polpha
Ipomoea polpha är en vindeväxtart. Ipomoea polpha ingår i släktet praktvindor, och familjen vindeväxter.

## Underarter
Arten delas in i följande underarter:
- I. p. latzii
- I. p. polpha
- I. p. weirana